# Muskoka Lakes
Muskoka Lakes es un municipio canadiense situado en la provincia de Ontario.

## Superficie
Muskoka Lakes tiene una superficie de 774,46 km².

## Demografía
En 2021, tenía 7652 habitantes, una densidad poblacional de 9,9 hab./km², y 9443 viviendas.